# Коршуновка (Пичаевский район)
Коршуновка — село в Пичаевском районе Тамбовской области России. Входит в состав Большеломовисского сельсовета.

## География
Село находится в северо-восточной части Тамбовской области, в лесостепной зоне, на правом берегу реки Малый Ломовис, на расстоянии примерно 14 километров (по прямой) к юго-западу от села Пичаева, административного центра района. Абсолютная высота — 135 метров над уровнем моря.

### Климат
Климат умеренно континентальный, относительно сухой, с холодной продолжительной зимой и тёплым летом. Средняя температура воздуха самого холодного месяца (января) — −11,3 °C (абсолютный минимум — −43 °C); самого тёплого месяца (июля) — 19,7 °C (абсолютный максимум — 39 °С). Период с положительной температурой выше 10 °C длится 145 дней. Среднегодовое количество атмосферных осадков составляет около 550 мм. Продолжительность залегания снежного покрова составляет в среднем 138 дней.

### Часовой пояс
Село Коршуновка, как и вся Тамбовская область, находится в часовой зоне МСК (московское время). Смещение применяемого времени относительно UTC составляет +3:00.

## Население
| 2002 | 2010 |
| ---- | ---- |
| 288  | ↘253 |

### Половой состав
По данным Всероссийской переписи населения 2010 года в гендерной структуре населения мужчины составляли 47,8 %, женщины — соответственно 52,2 %.

### Национальный состав
Согласно результатам переписи 2002 года, в национальной структуре населения русские составляли 99 % из 288 чел.

## История села
Село Коршуновка Большеломовского сельского Совета Пичаевского района упомянута в документах второй ревизской сказки 1745 года. В тексте переписной книги записано: "Деревня Коршуновка".
Владения коллежского советника Михаила Ивановича Мещерского и его брата..." Ниже следует пофамильное перечисление дворовой прислуги и крепостных крестьян мужского пола. Всего в этот период у Мещерских в Коршуновке дворовой прислуги и крепостных крестьян насчитывалось 294 мужских души. В числе крепостных-домохозяев были: Степанов Антон, Кириллов Иван, Федоров Василий, Иванов Тимофей... Надо полагать, что деревня Коршуновка основана во втором десятипетии XVIII века, так как многие крепостные крестьяне первую перепись 1719 года также проходили в Коршуновке, о чем имеется запись в переписной книге.
В документах третьей ревизии 1763-1767 годов Коршуновка по-прежнему именуется деревней, где проживали крестьяне княжны Татьяны Мещерской. В то время в Коршуновке числилось 58 домов крепостных крестьян. Мужчин было 286, женщин - 270 человек. Имеется указание на то, что деревня разместилась по обеим сторонам речки Коршуновки. Следовательно, название деревни дано по названию речки.
В епархиальных сведениях 1911 года указывается, что Коршуновка состоит из двух деревень - Коршуновки и Коноплянки.